# Mandiangin (plaats)
Mandiangin is een bestuurslaag in het regentschap Sarolangun van de provincie Jambi, Indonesië. Mandiangin telt 3948 inwoners (volkstelling 2010).